# 魯布·戈德堡機械

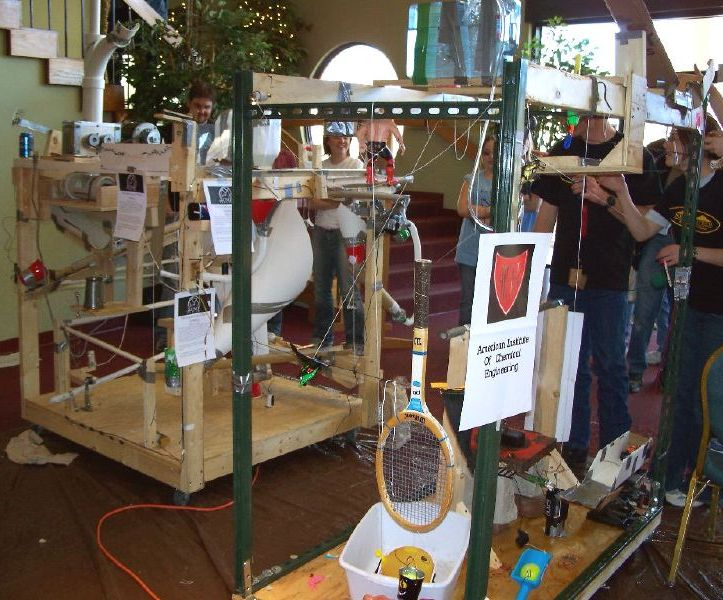
一台魯布·戈德堡機械

魯布·戈德堡機械（英語：Rube Goldberg machine）是一種被設計得過度複雜的機械組合，它们以迂迴曲折的方法去完成一些其實是非常簡單的工作，例如倒一杯茶，或打一顆蛋等等。設計者必須計算精確，令機械的每個零件都能夠準確發揮功用，因為任何一個環節出錯，都極有可能令原定的任務不能達成。由於魯布·戈德堡機械運作繁複而費時，而且以簡陋的零件組合而成，所以整個過程往往會給人荒謬、滑稽的感覺。
美國漫畫家魯布·戈德堡在他的作品中創作出這種機械，故人們就以「魯布·戈德堡機械」命名這種裝置。

## 在英語世界中的用法
「魯布·戈德堡機械」這個詞語首先錄於《韋伯斯特第三版新國際詞典》，其意思是「以極為繁複而迂迴的方法去完成實際上或看起來可以容易做到事情」（accomplishing by extremely complex roundabout means what actually or seemingly could be done simply）。在1930年代的美國，魯布·戈德堡機械被形容為「荒謬地組合在一起的機械」。自此，「魯布·戈德堡機械」的意思亦擴延為「極為混亂或複雜的系統」，例如在英語世界裏，會有「退休保險有如魯布·戈德堡機械（一樣繁複）」這種說法。

## 在大眾文化中
- 日本電視劇集《33分偵探》，每一集的開頭，在偵探家必定有複雜的機器來完成泡咖啡給客人的任務。
- 魯布·戈德堡機械曾屢次出現於《X檔案》其中一集《哥德堡變奏》中。
- 電視劇集角色之一約翰·洛克曾向一名小孩子展示一台小型的魯布·戈德堡機械。
- 在電影系列，主角們均是由於日常各種細微的物件互相影響下觸發連鎖反應而遇害，他們可以說是活生生的身處於一台龐大的魯布·戈德堡機械中。
- 在電影《回到未來》，布朗博士用了一個類似魯布·戈德堡機械的裝置去為他的狗造早餐。
- 日本NHK兒童電視節目畢達哥拉斯的知識開關（日语：ピタゴラスイッチ）的開始結束以及中間部份皆穿插了類似此種的魯布·戈德堡機械，用以呈現標題。
- 日本漫畫《女子落語》改編動畫的第10集中，防波亭手寅为了帮助蕪羅亭魔梨威克服拔牙的恐惧，因此采用鲁布·戈德堡机械来拔牙。
- 动画片中《Designs on Jerry》一集中出现類似魯布·戈德堡機械。
- 2005年，探索頻道節目《流言終結者》在《佳節特輯》中製作了一個魯布·戈德堡機械以慶祝聖誕節。
- 2010年，美國樂團OK Go在單曲《This Too Shall Pass》的音樂錄影帶中，以兩層樓的魯布·戈德堡機械裝置完成近4分鐘一鏡到底的影片。
- 2012年，美剧《基本演绎法》的片头使用了魯布·戈德堡機械裝置。
- 2024年，日本漫畫《名偵探柯南》的動畫版1114~1115集裡利用了魯布·戈德堡機械裝置的概念帶出連續殺人案的作案動機。

## 外部連結
- 魯布·戈德堡的官方網頁